# Lista de geleiras na Groenlândia

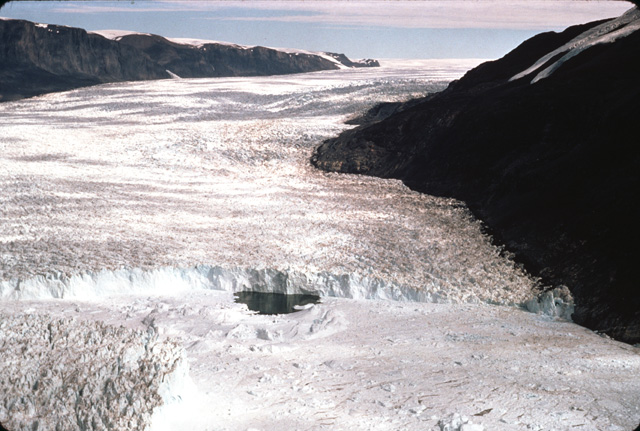
A Geleira Rink, Groenlândia do Oeste.

Esta é uma lista de geleiras na Groênlândia. Detalhes sobre o tamanho e fluxo de algumas das maiores geleiras da Groenlândia são listados por Eric Rignot e Pannir Kanagaratnam (2006)

## Lista de Geleiras

### Lençóis e calotas de gelo
- Lençóis de gelo da Groenlândia

### Outras geleiras
| - Geleira Academy (Groenlândia) - Geleira Chamberlin - Geleira Daugaard-Jensen - Geleira Docker - Fenris - Geleira Gades - Geleira Hagen - Geleira Harald Moltke - Geleira Hayes - Geleira Heilprin - Geleira Helheim - Geleira Humboldt - Ingia - Geleira Igdlugdlip - Geleira Ikertivaq - Geleira Lille - Jakobshavn Isbræ - Geleira Kangerdlugssuaq - Geleira Kangerdlugssup - Kangerdluarssup Sermia - Geleira Karale - Kangiata Nunata Sermia - Geleira Knud Rasmussen - Geleira Kong Oscar - Geleira Midgard - Geleira Mittivakkat - Geleira Nioghalvfjerdsbrae/79 - Geleira Nordenskiold - Geleira Nunatakavsaup - Nunatakassaap Sermia - Geleira Ostenfeld - Geleira Peary - Perdlerfiup Sermia - Geleira Petermann - Geleira Rink - Geleira Russell - Geleira Ryder - Geleira Salisbury - Sermeq Avannarleq próximo a Ilulissat - Sermeq Avannarleq no Distrito de Uummannaq - Sermeq Kujatdleq também conhecida como Jakobshavn Isbræ - Sermeq Silardleq - Sermilik Qagssimiut - Geleira Steenstrup - Geleira Storstrømmen - Geleira Store - Tingmjarmiut - Geleira Tracy - Upernavik Isstrøm - Geleira Umiamako - Zachariae Isstrøm |